# 19970 Johannpeter
19970 Johannpeter este un asteroid din centura principală de asteroizi.

## Descriere
19970 Johannpeter este un asteroid din centura principală de asteroizi. A fost descoperit pe 8 septembrie 1988 la Tautenburg de Freimut Börngen. Asteroidul prezintă o orbită caracterizată de o semiaxă mare de 2,40 ua, o excentricitate de 0,16 și o înclinație de 2,3° în raport cu ecliptica.